# Rivière du Tombeau
 (mars 2023).
Si vous disposez d'ouvrages ou d'articles de référence ou si vous connaissez des sites web de qualité traitant du thème abordé ici, merci de compléter l'article en donnant les références utiles à sa vérifiabilité et en les liant à la section « Notes et références ».
La rivière du Tombeau est une rivière de l'île Maurice qui prend sa source au flanc du mont du Pieter Both et s'écoule au nord, puis à l'ouest sur une longueur de seize kilomètres. Elle se jette dans l'océan Indien à la baie du Tombeau, dans le district de Pamplemousses, au nord de Port-Louis.